# Eurylaimoidea
Eurylaimoidea — надродина горобцеподібних птахів. Містить 20 видів у чотирьох родинах.

## Поширення
Eurylaimoidea поширені в Африці (Smithornis), на Мадагаскарі (Philepittidae), в Південній і Південно-Східній Азії (Calyptomena, Eurylaimidae), та один вид в Південній Америці (Sapayoa aenigma).

## Родини
- Смарагдорогодзьобові (Calyptomenidae) — 6 видів
- Рогодзьобові (Eurylaimidae) — 9 видів
- Асітові (Philepittidae) — 4 види
- Сапайові (Sapayoidae) — 1 вид